# Masälkejauratjah
Masälkejauratjah är en sjö i Kiruna kommun i Lappland och ingår i Skjomavassdragets huvudavrinningsområde. Sjön har en area på 0,137 kvadratkilometer och ligger 565,1 meter över havet. Masälkejauratjah ligger i Torneträsk-Soppero fjällurskog Natura 2000-område.

## Delavrinningsområde
Masälkejauratjah ingår i det delavrinningsområde (759883-166562) som SMHI kallar för Mynnar i Norge. Medelhöjden är −999 meter över havet och ytan är 120,99 kvadratkilometer. Räknas de 8 avrinningsområdena uppströms in blir den ackumulerade arean 418,47 kvadratkilometer. Avrinningsområdets utflöde Kuollejåkka mynnar i havet. Avrinningsområdet består mestadels av öppen mark (71 procent). Avrinningsområdet har 26,56 kvadratkilometer vattenytor vilket ger det en sjöprocent på 21,9 procent.